# SN 1978E
SN 1978E – supernowa typu Ia odkryta 29 października 1978 roku w galaktyce M+06-49-36. Jej maksymalna jasność wynosiła 15,40m.